# Nouvion-le-Vineux
Nouvion-le-Vineux är en kommun i departementet Aisne i regionen Hauts-de-France i norra Frankrike. Kommunen ligger  i kantonen Laon-Sud som ligger i arrondissementet Laon. År 2022 hade Nouvion-le-Vineux 143 invånare.

## Befolkningsutveckling
Antalet invånare i kommunen Nouvion-le-Vineux
Referens: INSEE